# Non si gioca con morte
Non si gioca con morte (Finders Keepers) è un film per la televisione di genere horror del 2014, diretto da Alexander Yellen.

## Trama
Alyson e sua figlia Claire si trasferiscono in una casa, di cui scopriranno ben presto la pericolosità quando la bambola di nome Lilly che verrà trovata dalla bambina comincerà a compiere svariati omicidi.
Alyson vede che sua figlia è ossessionata dalla bambola tanto che canta canzoni sataniche, così la porta da uno psicologo, il Signor Freeman. Freeman però viene ucciso da Lilly, la quale gli infilza le forbici nella schiena e lo appende al ventilatore.
Claire diventa sempre più strana finché un giorno la madre la vede vestita come la bambola. Alyson si spaventa per sua figlia, quindi va dalla sua amica parapsicologa Elena e le fa analizzare la bambola. Quest'ultima però si è connessa al corpo di Claire, così l'amica di Alyson le taglia la pancia. Claire si sveglia con la pancia squartata, si alza dal letto e va ad uccidere l'amica della madre. I suoi occhi iniziano a diventare neri come quelli della bambola, così, mentre è sul punto di uccidere i genitori, suo padre cava gli occhi a Lilly e tutto torna normale.